# Rantaperkiön Isku-Volley
Il Rantaperkiön Isku-Volley è una società pallavolistica maschile finlandese, con sede a Tampere: milita nel campionato finlandese di Lentopallon 1-sarja.

## Palmarès
- Campionato finlandese: 4

1963, 1987-88, 2001-02, 2005-06
- Coppa di Finlandia: 4

1982, 2001, 2002, 2011

## Denominazioni precedenti
- 1911-1990: Rantaperkiön Isku-Volley
- 1990-2013: Tampereen Isku-Volley